# Горна-Крепост
Горна-Крепост (болг. Горна крепост) — село в Болгарии. Находится в Кырджалийской области, входит в общину Кырджали. Население составляет 226 человек.

## Политическая ситуация
В местном кметстве Горна-Крепост, в состав которого входит Горна-Крепост, должность кмета (старосты) исполняет Хафизе Лятиф Расим (Движение за права и свободы (ДПС)) по результатам выборов.
Кмет (мэр) общины Кырджали — Хасан Азис (Движение за права и свободы (ДПС)) по результатам выборов.